# West Sydney Razorbacks
Die West Sydney Razorbacks waren eine professionelle Basketball-Mannschaft der australasischen National Basketball League (NBL) aus der im australischen Bundesstaat New South Wales gelegenen Stadt Sydney. Das Team gründete sich 1998 und änderte 2008 seinen Namen in Sydney Spirit, bevor es sich 2009 auflöste.

## Erfolge
- Playoff-Teilnahmen (3): 1999/2000, 2001/02, 2003/04
- Final-Teilnahmen (2): 2001/02, 2003/04

## Saisonbilanzen
- Meister der NBL
- Vizemeister der NBL

| Saison  | Platz | Spiele | Siege | Niederlagen | Siegquote in % | PlayOffs                       |
| ------- | ----- | ------ | ----- | ----------- | -------------- | ------------------------------ |
| 1998/99 | 8     | 26     | 12    | 14          | 46,2           | nicht qualifiziert             |
| 1999/00 | 6     | 28     | 12    | 16          | 42,9           | im Viertelfinale ausgeschieden |
| 2000/01 | 8     | 28     | 9     | 19          | 32,1           | nicht qualifiziert             |
| 2001/02 | 5     | 30     | 16    | 14          | 53,3           | im Finale verloren             |
| 2002/03 | 7     | 30     | 14    | 16          | 45,7           | nicht qualifiziert             |
| 2003/04 | 3     | 33     | 22    | 11          | 66,7           | im Finale verloren             |
| 2004/05 | 9     | 32     | 11    | 21          | 34,4           | nicht qualifiziert             |
| 2005/06 | 11    | 32     | 5     | 27          | 15,6           | nicht qualifiziert             |
| 2006/07 | 12    | 33     | 5     | 28          | 15,2           | nicht qualifiziert             |
| 2007/08 | 10    | 30     | 10    | 20          | 33,3           | nicht qualifiziert             |
| 2008/09 | 8     | 30     | 11    | 19          | 36,7           | nicht qualifiziert             |

## Trainerhistorie
- Gordie McLeod: 1998–2004
- Mark Watkins: 2004–2007
- Cal Bruton: 2007–2008
- Rob Beveridge: 2008–2009

## Heimarena
- Whitlam Leisure Centre (1998–2000)
- State Sports Centre (2001–2009)